# 63街隧道
63街隧道（英語：63rd Street Tunnel）是位于是下穿美国纽约东河、连接曼哈顿和皇后区的一条纽约地铁铁路隧道，F线通过该隧道中的63街線。隧道西侧是萊辛頓大道-63街車站，隧道在罗斯福岛地下设有罗斯福岛车站，而东侧则是21街-皇后桥车站。该隧道以及其中的地铁线路都是穿越东河隧道、线路中最新的。63街隧道的修建始于1969年11月24日。并于1972年10月10日穿透罗斯福岛。不过，工程的最终完工受到1970年代纽约的财政危机影響，直到1989年竣工通车。
隧道的下层承载长岛铁路东城联络线。